# Kevin Smith (giocatore di football americano 1991)
Kevin Smith (Compton, 21 dicembre 1991) è un ex giocatore di football americano statunitense che ha militato nel ruolo di wide receiver nella National Football League (NFL).

## Carriera

### Arizona Cardinals
Dopo avere giocato al college a Washington e non essere stato scelto nel Draft NFL 2014, il 12 maggio Smith firmò con gli Arizona Cardinals. Il 6 giugno 2014 fu svincolato.

### Jacksonville Jaguars
Il giorno successivo, Smith firmò con i Jacksonville Jaguars. Il 19 giugno 2014 fu nuovamente svincolato.

### Seattle Seahawks
Il 25 giugno 2015, Smith firmò coi Seahawks, venendo assegnato alla squadra di allenamento nella prima metà della stagione. Il 17 novembre 2015 fu promosso nel roster attivo, debuttando nella gara dell'undicesimo turno contro i San Francisco 49ers. La settimana successiva ricevette il primo passaggio da professionista dal quarterback Russell Wilson. Contro i Minnesota Vikings disputò la prima gara come titolare, chiudendo la stagione con 7 presenze e 26 yard ricevute.